# بيل فالنتاين (مهندس معماري)
بيل فالنتاين (بالإنجليزية: Bill Valentine)‏ هو مهندس معماري أمريكي، ولد في 13 سبتمبر 1937.